# Álvaro Cazula
Álvaro Gastón Cazula (n. Salta, Argentina; 16 de agosto de 1996) es un futbolista argentino. Juega de defensa y su equipo actual es San Miguel de la Primera B Nacional.

## Trayectoria

### Inicios
Comenzó en las divisiones juveniles de Gimnasia y Tiro de Salta, aquí tuvo su debut profesional en el Torneo Federal A, en la Tercera División del fútbol argentino. En 2018 marcó un recordado gol ante Resistencia de Sarmiento. Continuó en el equipo salteño varias temporadas hasta junio de 2019.

### Gimnasia y Esgrima (J)
En el inicio de la temporada 2019-20 fichó por el Club Gimnasia y Esgrima de Jujuy, para disputar el torneo de ascenso de Primera Nacional. Jugó 33 partidos y anotó un gol.

### Macará
El 28 de diciembre de 2021 fue anunciado por el Macará de la Serie A de Ecuador.

### Deportes Copiapó
El 1 de enero de 2024 es anunciado como nuevo jugador de Deportes Copiapó de la Primera División de Chile.

## Estadísticas

### Clubes
Actualizado al último partido disputado el 22 de octubre de 2022.
| Club                             | Temporada     | Liga          | Liga  | Liga  | Copas nacionales | Copas nacionales | Copas internacionales | Copas internacionales | Otros | Otros | Total | Total |
| Club                             | Temporada     | Div.          | Part. | Goles | Part.            | Goles            | Part.                 | Goles                 | Part. | Goles | Part. | Goles |
| -------------------------------- | ------------- | ------------- | ----- | ----- | ---------------- | ---------------- | --------------------- | --------------------- | ----- | ----- | ----- | ----- |
| Gimnasia y Tiro Argentina        | 2013-14       | 3.ª           | 1     | 0     | 0                | 0                | —                     | —                     | 0     | 0     | 1     | 0     |
| Gimnasia y Tiro Argentina        | 2014          | 3.ª           | 0     | 0     | 0                | 0                | —                     | —                     | 0     | 0     | 0     | 0     |
| Gimnasia y Tiro Argentina        | 2015          | 3.ª           | 2     | 0     | 0                | 0                | —                     | —                     | 0     | 0     | 2     | 0     |
| Gimnasia y Tiro Argentina        | 2016          | 3.ª           | 5     | 0     | 0                | 0                | —                     | —                     | 0     | 0     | 5     | 0     |
| Gimnasia y Tiro Argentina        | 2016-17       | 3.ª           | 8     | 1     | 0                | 0                | —                     | —                     | 0     | 0     | 8     | 1     |
| Gimnasia y Tiro Argentina        | 2017-18       | 3.ª           | 21    | 2     | 0                | 0                | —                     | —                     | 0     | 0     | 21    | 2     |
| Gimnasia y Tiro Argentina        | 2018-19       | 3.ª           | 20    | 2     | 1                | 0                | —                     | —                     | 0     | 0     | 21    | 2     |
| Gimnasia y Tiro Argentina        | Total equipo  | Total equipo  | 57    | 5     | 1                | 0                | 0                     | 0                     | 0     | 0     | 58    | 5     |
| Gimnasia y Esgrima (J) Argentina | 2019-20       | 2.ª           | 4     | 0     | 0                | 0                | —                     | —                     | 0     | 0     | 4     | 0     |
| Gimnasia y Esgrima (J) Argentina | 2020          | 2.ª           | 1     | 0     | 0                | 0                | —                     | —                     | 0     | 0     | 1     | 0     |
| Gimnasia y Esgrima (J) Argentina | 2021          | 2.ª           | 28    | 1     | 0                | 0                | —                     | —                     | 0     | 0     | 28    | 1     |
| Gimnasia y Esgrima (J) Argentina | Total equipo  | Total equipo  | 33    | 1     | 0                | 0                | 0                     | 0                     | 0     | 0     | 33    | 1     |
| C. D. Macará · Ecuador           | 2022          | 1.ª           | 26    | 1     | —                | —                | —                     | —                     | 0     | 0     | 26    | 1     |
| C. D. Macará · Ecuador           | Total equipo  | Total equipo  | 26    | 1     | 0                | 0                | 0                     | 0                     | 0     | 0     | 26    | 1     |
| Total carrera                    | Total carrera | Total carrera | 116   | 7     | 1                | 0                | 0                     | 0                     | 0     | 0     | 117   | 7     |

1. ↑  Incluye datos de la Copa Argentina.